# Açude da Comissão
O Açude da Comissão é um açude público situado em Palmácia, município do estado do Ceará, Brasil.
Localizado no centro do município, foi edificado a mando do Imperador D. Pedro II do Brasil,  pela então Comissão Científica do Nordeste. As obras foram iniciadas ainda na época do Império, em 1878. Nesse ano, a província do Ceará havia sido atingida por uma grande seca de três consecutivos. O Imperador ordenou que se abrissem frentes de trabalho para livrar o povo da fome. Palmácia, município na época chamado Palmeiras, distrito de Maranguape, foi, portanto, visitado pela citada comissão que estudou a possibilidade de construção do açude. O mesmo foi de fato edificado, durante três anos, e, após sua inauguração, passou a ser chamado de Açude da Comissão.